# Opération Gaff

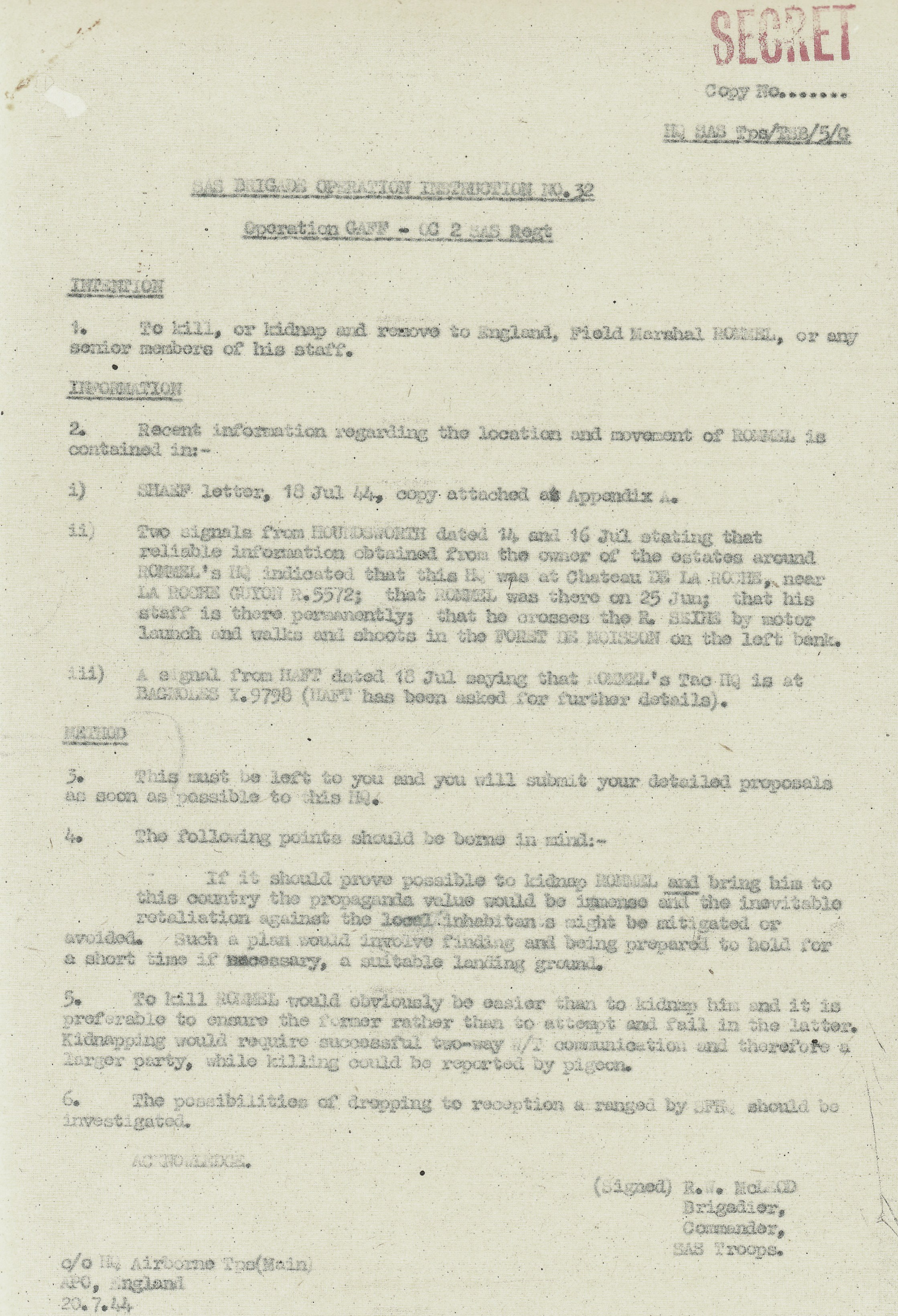
Ordre d’opération pour l’opération Gaff, daté du 20 juillet 1944.

L'opération Gaff est une opération de la Seconde Guerre mondiale qui voit le parachutage d'une patrouille de six hommes de commandos du Special Air Service dans la France occupée par les allemands le mardi 25 juillet 1944, dans le but de tuer ou d'enlever le maréchal allemand Erwin Rommel.,

## Contexte
À partir de mars 1943, les services de renseignement alliés ont entrepris des recherches sur l'endroit où se trouve, les bases et les dispositions prises pour organiser le voyage du maréchal Rommel. Une partie de la recherche pose la question de savoir dans quelle mesure il sera possible de tuer Rommel. Après le Jour J, les Alliés rencontrent une résistance féroce, menée par le maréchal Rommel, avec l'ordre d'Hitler de rester ferme à tout prix. Avec l'augmentation des pertes, le maréchal Montgomery accepte un plan pour retirer Rommel du plan de bataille.
Après que le lieutenant-colonel SAS William Fraser soit informé de l'emplacement du quartier général de Rommel, un château des ducs de La Rochefoucauld dans le village de La Roche-Guyon, le brigadier R.W. McLeod assigne six assassins spécialement entraînés dirigés par le capitaine français SAS Jack William Raymond Lee.
L'ordre original de l'Opération, daté du 20 juillet 1944, stipule :

« Tuer ROMMEL serait évidemment plus facile que de l'enlever et il est préférable d'assurer le premier plutôt que de tenter et d'échouer dans le second. L'enlèvement nécessiterait une communication bidirectionnelle réussie et donc un groupe plus important, tandis que l'abattage pourrait être signalé par pigeon. »

## Opération

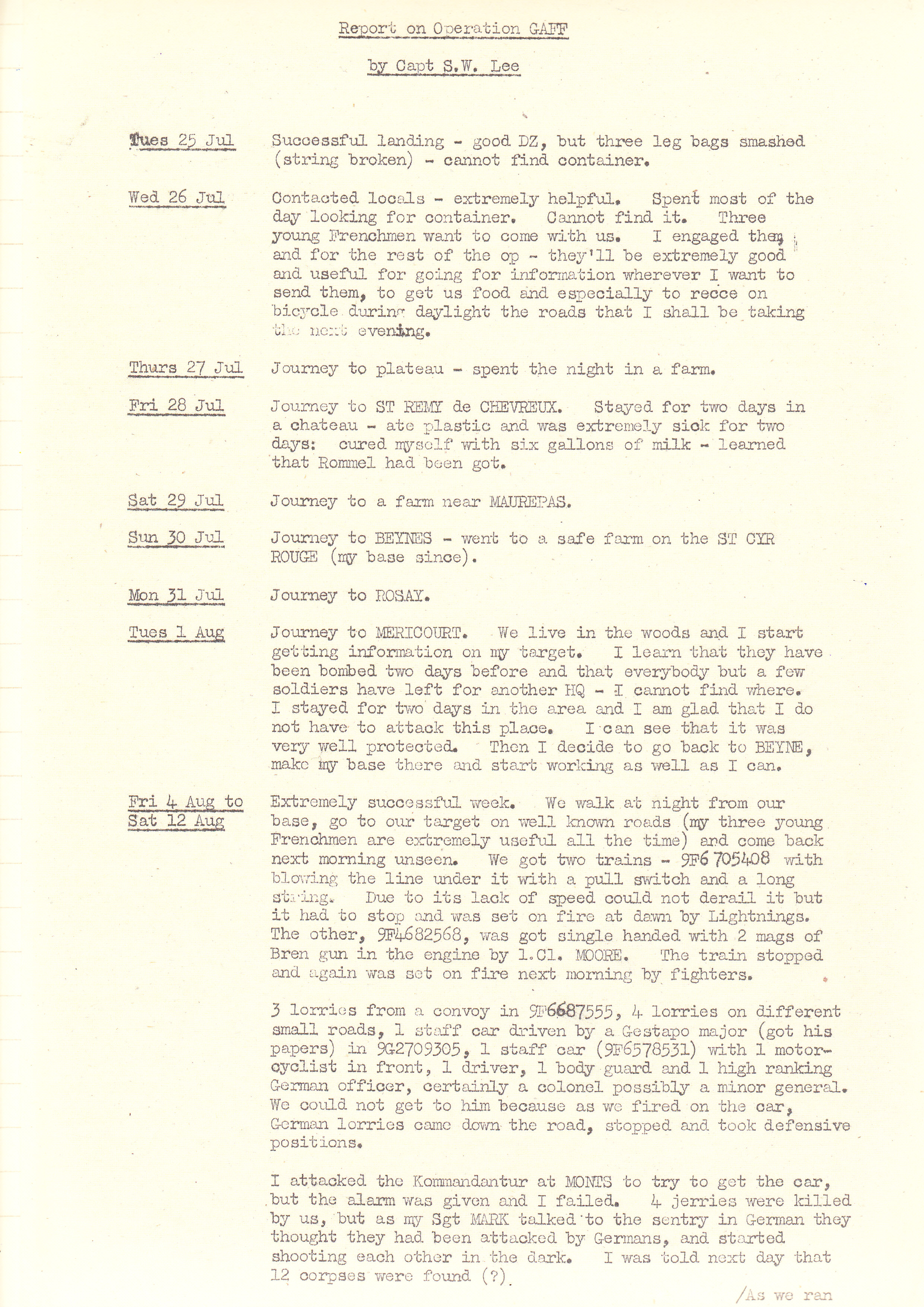
Rapport post-opérationnel non daté, Capt S.W.Lee, page 1.

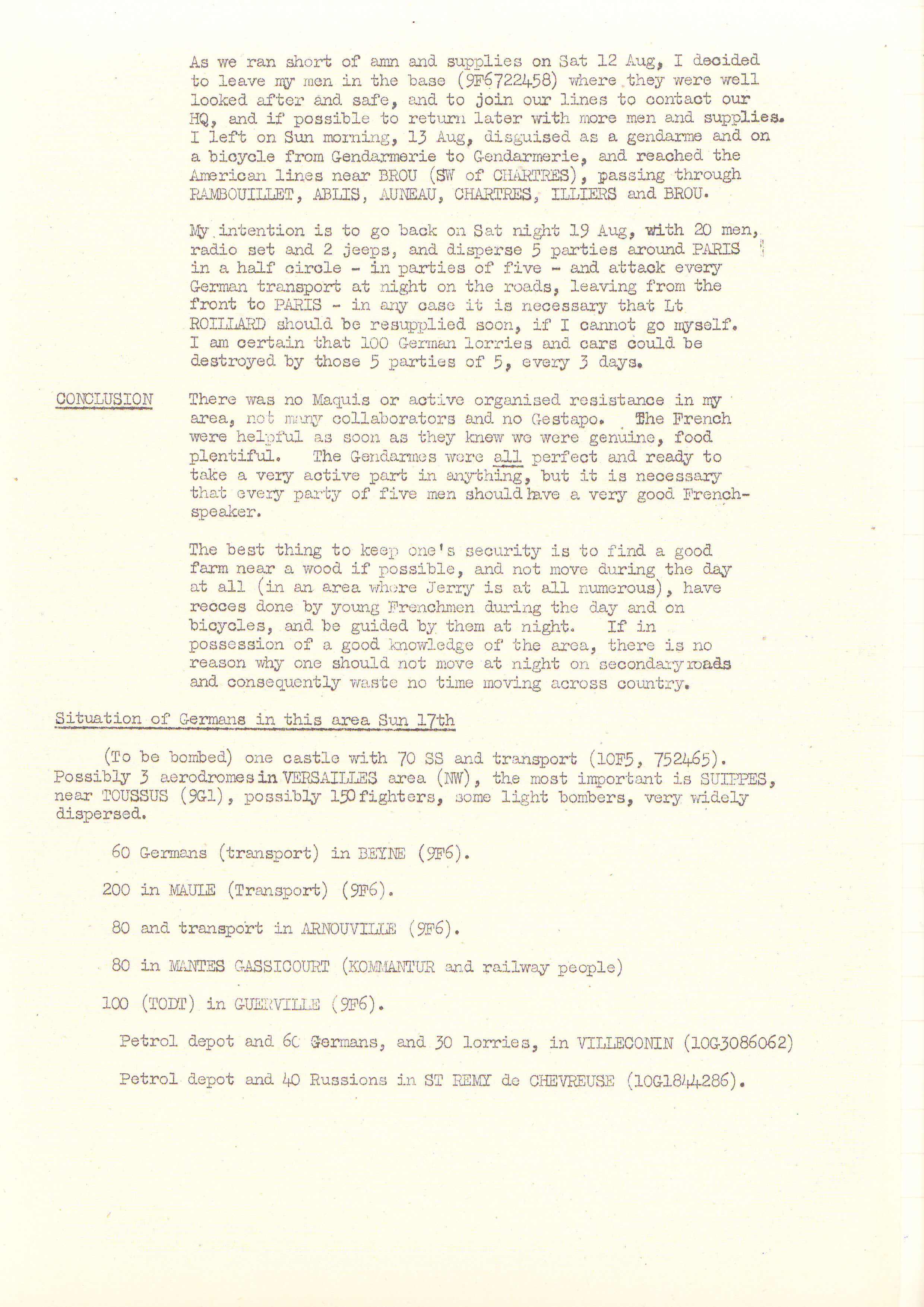
Rapport post-opérationnel non daté, Capt S.W.Lee, page 2.

Le mardi 25 juillet 1944, Lee et son équipe sont parachutés à Orléans. Le vendredi 28 juillet 1944, le groupe découvre que Rommel a été grièvement blessé, déclarant dans le rapport d'après-action : "J'ai appris que Rommel avait été attrapé". La voiture d'état-major de Rommel a été renversée lors d'une attaque par des Hawker Typhoon de la RAF le 17 juillet 1944 et il a été remplacé par Günther von Kluge. Avec leur plan redondant, ils se dirigent vers l'avancée des lignes de l'armée américaine à pied, tout en tendant des embuscades aux trains et en attaquant les unités allemandes sur leur route, y compris un quartier général allemand à Mantes. Ils atteignent les forces américaines et leur sécurité le 12 août.